# Thulinia (растение)
Thulinia  (лат.) — монотипный род однодольных растений семейства Орхидные (Orchidaceae), включающий вид Thulinia albolutea P.J.Cribb (вариант написания — Thulinia albo-lutea). Выделен британским ботаником Филлипом Джеймсом Криббом в 1985 году.

## Распространение и среда обитания
Единственный вид является эндемиком Танзании, распространённом в горном массиве Нгуру. Произрастает в окружении трав и на склонах горных вершин.

## Ботаническое описание
Клубневые геофиты. Травянистые растения высотой до 20 см с прямым тонким стеблем, несущим порядка семи узколанцетных листов с заострённым окончанием. Соцветие с небольшим числом цветков белого цвета с жёлтым пятном на губе; лепестки овально-эллиптической формы, колонка прямая.